# Яромаска (река)
Яромаска — река в России, протекает в Республике Удмуртия. Устье реки находится в 284 км по правому берегу реки Кама. Длина реки составляет 25 км. Устье на высоте 63,4 м нум.
Протекает с запада на восток.
На реке расположены (по порядку от истока): урочище Мартыново, посёлки Девятово, Смолино, Акшабариха, Котово, Яромаска.
Крупнейший приток — ручей, текущий от деревни Дикуши, и впадающий в Яромаску справа, на высоте 112,9 м нум.

## Данные водного реестра
По данным государственного водного реестра России относится к Камскому бассейновому округу, водохозяйственный участок реки — Кама от Воткинского гидроузла до Нижнекамского гидроузла, без рек Буй (от истока до Кармановского гидроузла), Иж, Ик и Белая, речной подбассейн реки — бассейны притоков Камы до впадения Белой. Речной бассейн реки — Кама.
По данным геоинформационной системы водохозяйственного районирования территории РФ, подготовленной Федеральным агентством водных ресурсов:
- Код водного объекта в государственном водном реестре — 10010101412111100015809
- Код по гидрологической изученности (ГИ) — 111101580
- Код бассейна — 10.01.01.014
- Номер тома по ГИ — 11
- Выпуск по ГИ — 1

## Топографические карты
- Лист карты O-39-132 Сарапул. Масштаб: 1 : 100 000. Указать дату выпуска/состояния местности.